# What's Your Fantasy
«What's Your Fantasy» — дебютний сингл американського репера Лудакріса з його дебютного незалежного альбому Incognegro та його другого альбому Back for the First Time, випущений 12 вересня 2000 року на лейблах Disturbing tha Peace та Def Jam South. У пісні взяла участь Shawnna. Зміст пісні зосереджений навколо розповіді про відверті сексуальні фантазії. На додаток до обговорення статевого акту та феляції, Лудакріс натякає на кунілінгус і рольові ігри в пісні.
Пісня посіла 21 позицію в Billboard Hot 100, 19 позицію в UK Singles Chart і отримала платиновий статус Асоціації звукозаписної індустрії Америки. У 2008 році пісня посіла 58 місце в списку 100 найкращих хіп-хоп пісень VH1.

## Ремікс
Офіційний ремікс цієї пісні включає гостьову участь Trina, Shawnna та Foxy Brown, кожна з яких має свій куплет, а також новий куплет Ludacris.

## Чарти
| Чарт (2000–2001)                        | Найвища позиція |
| --------------------------------------- | --------------- |
| Велика Британія (UK Singles Chart)      | 19              |
| США (Billboard Hot 100)                 | 21              |
| США (Hot R&B/Hip-Hop Songs) (Billboard) | 10              |
| США (Rap Songs) (Billboard)             | 12              |
| США (Rhythmic) (Billboard)              | 5               |